# Малта (острво)
Малта представља највеће острво по површини и по броју становника које чини Републику Малту. Налази се у централном делу Средоземног мора, јужно од обала Сицилије и источно од обала Туниса. Северне обале острва излазе на Малтешки пролаз. На крајњем северу острва је мореуз Гоцо који раздваја ово острво са суседним острвом Гоцом, другим по величини малтешким острвом.
Рељефом доминирају ниски заравњени брежуљци и терасаста поља кречњачког састава. Највиша надморска висина је на крашкој површи на југу острва на 253 метра на коти Та'Дмејрек. Површинских водених токова на острву нема па се питка вода обезбеђује десалинизацијом морске воде и увозом из Италије. Доминира ксерофитна вегетација.
Површина острва је 246 км² и на њему живи око око 390.000 становника. Највећи град на острву Биркиркара са 22.300 становника налази се у централном делу острва, а други по величини градић је Корми са 16.000 становника. На централном делу северне обале је Валета, главни град државе.